# Mimopydna pallida
Mimopydna pallida är en fjärilsart som beskrevs av Butler 1877. Mimopydna pallida ingår i släktet Mimopydna och familjen tandspinnare. Inga underarter finns listade i Catalogue of Life.